# Francisco Maurício de Sousa Coutinho
Francisco Maurício de Sousa Coutinho (1764 – 1823) foi um cavaleiro da Ordem Soberana e Militar de Malta, Almirante da Armada Real portuguesa e administrador colonial, destacando-se como Governador da Capitania do Grão-Pará entre 1790 e 1803.

## Biografia
Francisco Maurício de Sousa Coutinho nasceu em 1764, filho de Francisco Inocêncio de Sousa Coutinho, ex-governador de Angola entre 1764 e 1772, e irmão de Rodrigo de Sousa Coutinho, influente ministro e secretário de Estado da Marinha e Domínios Ultramarinos durante o reinado de João VI.

## Carreira Militar e Administrativa
Como militar, alcançou o posto de Almirante da Armada Real. Sua atuação na marinha consolidou a importância estratégica da região amazônica para Portugal.
Em 1790, foi nomeado Governador da Capitania do Grão-Pará, cargo que ocupou até 1803. Durante seu governo, empenhou-se em administrar os vastos recursos naturais da região, emitindo relatórios e pareceres sobre a exploração e os desafios administrativos da capitania. Ele também defendeu o fim do regime do Diretório dos Índios, obtendo sucesso com a promulgação da Carta Régia de 12 de maio de 1798.

## Contribuições Notáveis
Francisco Maurício destacou-se por sua análise do Alvará de 1795, documento essencial para regulamentar a concessão de sesmarias no Brasil, promulgado pela rainha Maria I de Portugal. Este alvará resultou de consultas ao Conselho Ultramarino, visando resolver irregularidades no sistema de sesmarias.
Ele também traduziu do francês, em 1806, a obra Vantagens da boa educação, e objectos da mesma, contribuindo para a circulação de ideias sobre educação em Portugal.

## Legado
O governo de Francisco Maurício de Sousa Coutinho foi marcado por avanços administrativos e estratégicos na Capitania do Grão-Pará, reforçando sua relevância para o projeto colonial português. Sua atuação em temas como a regulamentação fundiária e a extinção do Diretório dos Índios deixou um impacto duradouro nas políticas da região amazônica.